# Karłątek leśny
Karłątek leśny, karłątek ceglasty (Thymelicus sylvestris) – gatunek motyla z rodziny powszelatkowatych (Hesperiidae).

## Występowanie
Zamieszkuje Palearktykę.

## Wygląd
Rozpiętość skrzydeł 27–30 mm. Wierzch skrzydeł ochrowo-pomarańczowy. Spodnia część tylnego skrzydła z przodu szaro-żółte, a z tyłu żółte. Gąsiennica ma barwę jasnozieloną z białymi paskami na grzbiecie i po bokach. Poczwarka jasnozielona z małym kolcem na wierzchołku głowy.

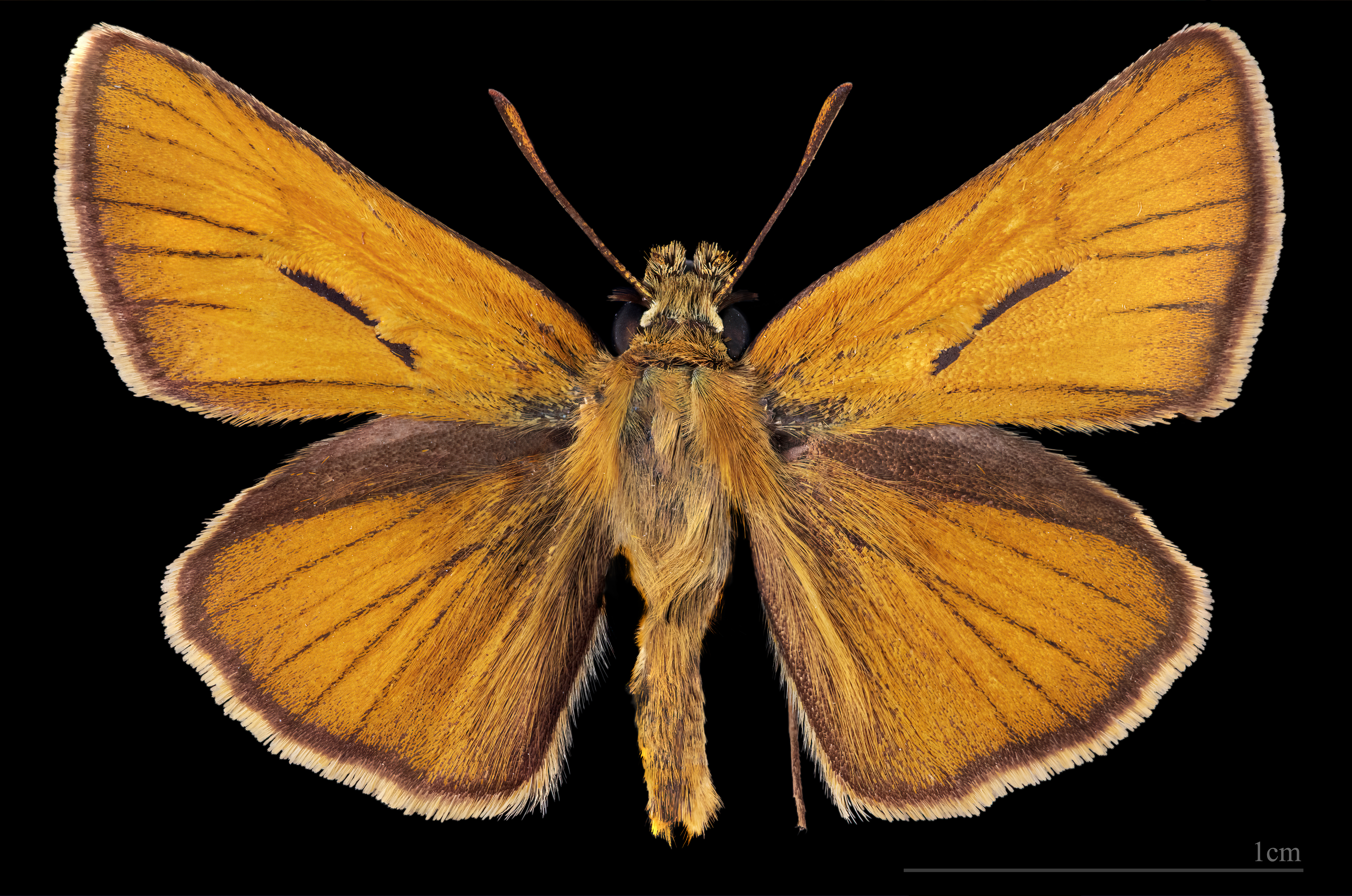
Thymelicus sylvestris ♂
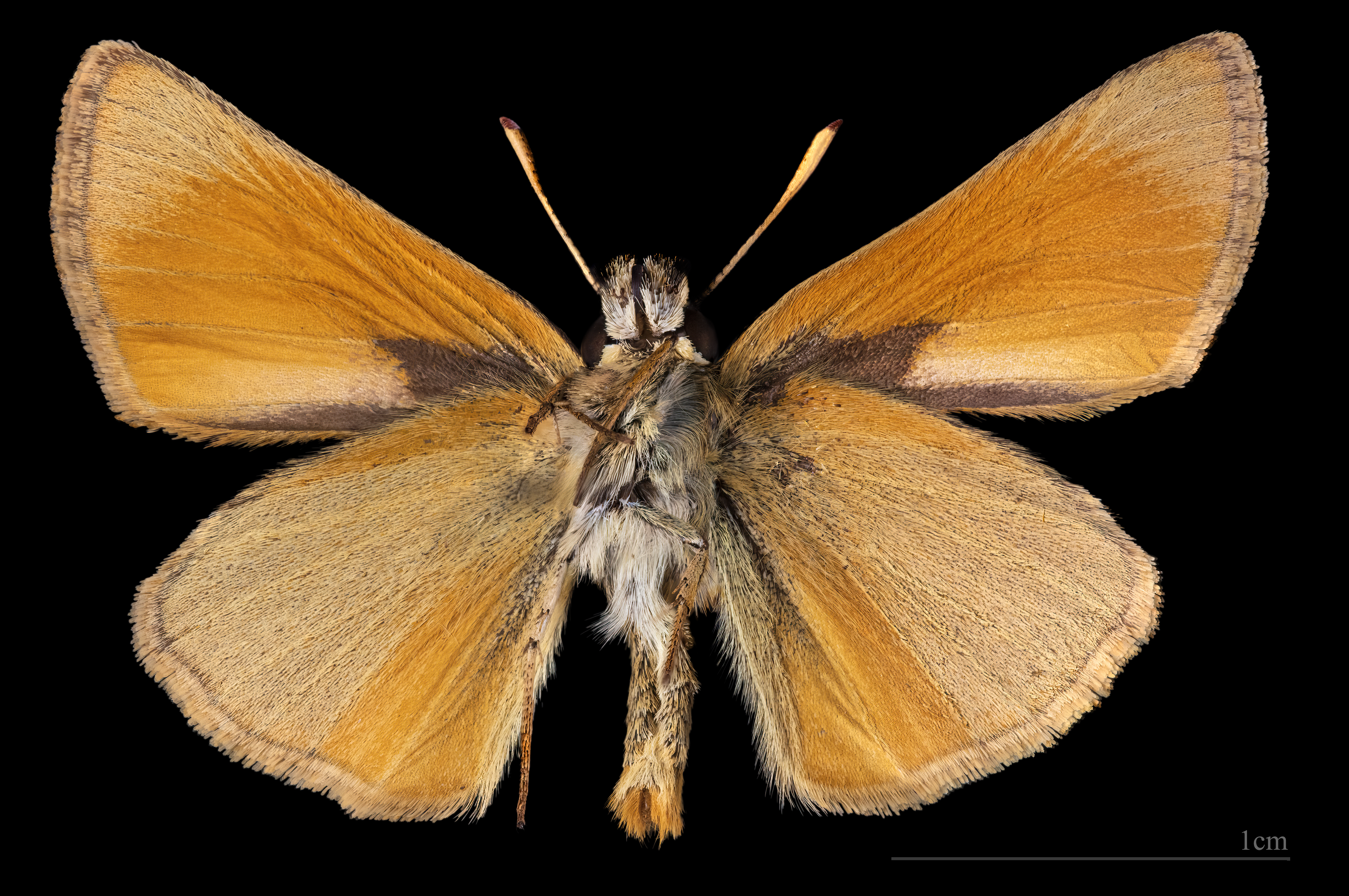
♂ △

## Biologia
Jajo brudnobiałe z chropowatym chorionem. Składane są w małych grupach w pochwach liściowych rośliny pokarmowej. Pojawia się w jednym pokoleniu w okresie 2/VI-3/VII. Gąsiennica żyje na różnych roślinach, głównie kłosówce miękkiej, wełnistej, trzcinniku piaskowym i trzęślicy modrej. Przebywa w zwiniętym liściu. Przepoczwarzenie się ma miejsce w kokonie w liściach traw. W celu poszukiwania nektaru odwiedza kwiaty należące do rodzin Asteraceae i Fabaceae, najczęściej te koloru fioletowego lub żółtego. Spotykany jest na wilgotnych terenach otwartych, w miejscach zacisznych. Zamieszkuje również polany i leśne drogi.

## Status i ochrona
Gatunek najmniejszej troski, nie wymaga ochrony.